# Tre Valli Varesine 1936
La Tre Valli Varesine 1936, diciottesima edizione della corsa, si svolse il 26 aprile 1936 su un percorso di 231 km con partenza e arrivo a Varese. Fu vinta dall'italiano Cesare Del Cancia, che completò il percorso in 6h39'00" precedendo per distacco i connazionali Michele Benente e Enrico Mollo; conclusero la prova 23 ciclisti.

## Percorso
Partita da Varese, nella prima parte la corsa attraversò Gallarate, Sesto Calende (km 34,6), Angera, Besozzo, Cittiglio (km 61,5), Laveno Mombello (65 km), Porto Valtravaglia, Luino (km 80) e Rancio, superando quindi la prima salita, il Brinzio, e rientrando una prima volta a Varese (km 105,5). Da qui si avviò per transitare da Olgiate Comasco (km 120), Como, Tavernola, Maslianico, Ponte Chiasso (km 141), affrontare la seconda salita, a San Fermo della Battaglia, attraversare Parè, Olgiate Comasco (km 154), superare lo strappo della Folla di Malnate e la terza salita a Viggiù (km 173) e scendere in Valceresio a Porto Ceresio. Giunta a Ponte Tresa (km 190), la corsa affrontò la quarta e ultima salita di giornata, il Marchirolo (km 195), rientrando in Valcuvia; da qui, via Ghirla, Grantola, Cittiglio e Gavirate (con la salita del "Sasso", km 220), ebbe conclusione in via Sanvito a Varese dopo 231 km.

## Ordine d'arrivo (Top 10)
| Pos. | Corridore         | Squadra | Tempo    |
| ---- | ----------------- | ------- | -------- |
| 1    | Cesare Del Cancia | Ganna   | 6h39'00" |
| 2    | Michele Benente   | Gloria  | a 50"    |
| 3    | Enrico Mollo      | Gloria  | a 2'07"  |
| 4    | Orlando Teani     | Bianchi | s.t.     |
| 5    | Bernardo Rogora   | Gloria  | a 4'05"  |
| 6    | Carlo Romanatti   | Bianchi | s.t.     |
| 7    | Severino Canavesi | Ganna   | s.t.     |
| 8    | Giovanni Gotti    | Legnano | a 5'51"  |
| 9    | Attilio Masarati  | Ganna   | a 8'22"  |
| 10   | Mario Bovio       | -       | s.t.     |